# De'Angelo Henderson
De'Angelo Henderson (Charleston, 24 novembre 1992) è un giocatore di football americano statunitense che milita nel ruolo di running back per gli Houston Roughnecks della X Football League (XFL).

## Biografia

### Carriera professionistica
Henderson al college giocò a football alla Coastal Carolina University dal 2013 al 2016. Fu scelto nel corso del sesto giro (203º assoluto) nel Draft NFL 2017 dai Denver Broncos. Debuttò come professionista subentrando nella gara del primo turno contro i Los Angeles Chargers senza fare registrare alcuna statistica. La prima corsa la effettuò due settimane dopo contro i Buffalo Bills.